# مجمع زراعي صناعي
المجمع الزراعي الصناعي، هو مصطلح موجود لتحديد مجموعة من عدة قطاعات من الاقتصاد التي توفر الإنتاج الضخم للمواد الغذائية والسلع الاستهلاكية. المصطلح أكثر شيوعًا في بلدان الاقتصاد الموجه، ولا سيما الاتحاد السوفيتي السابق حيث ظهر المصطلح في السبعينيات. إلى جانب الزراعة العادية، فهو يشمل أيضًا صناعات مثل قطع أخشاب الغابات وصيد الأسماك وغيرها.
يضم المجمع أربعة مجالات رئيسية.
- الزراعة، أساس (نواة) مجمع الزراعات الصناعية يشمل البستنة وتربية الحيوانات والزراعة الصناعية والزراعة الفردية وما إلى ذلك.
- دعم الصناعات والخدمات التي تقدم الدعم للزراعة عن طريق الإنتاج والموارد المادية مثل تصنيع المعدات الزراعية بما في ذلك الآلات الزراعية وكذلك الأدوات، وإنتاج الأسمدة والمواد الكيميائية الأخرى بما في ذلك مبيدات الآفات، إلخ.
- الصناعات التي تعالج السلع الأساسية الزراعية مثل الصناعات الغذائية أو الصناعات التي تعالج السلع الأساسية الزراعية للصناعات الخفيفة.
- يشمل قسم البنية التحتية في مجمع الزراعات الصناعية المنتجات التي تشارك في التزويد والنقل والحفظ وتجارة المواد الزراعية وتدريب الموارد البشرية، والعمران.

## روابط خارجية
- Sergi, Bruno S.; Popkova, Elena G.; Bogoviz, Aleksei V.; Ragulina, Yulia V. (2019). "The Agro-industrial Complex: Tendencies, Scenarios, and Regulation". Modeling Economic Growth in Contemporary Russia (بالإنجليزية). pp. 233–247. DOI:10.1108/978-1-78973-265-820191009. ISBN:978-1-78973-266-5. Archived from the original on 2021-11-04.
- Nuclear Energy Centres and Agro-Industrial Complexes. International Atomic Energy Agency, Vienna, 1972
- Shen-Miller, J. (1970). "Some Thoughts on the Nuclear Agro-Industrial Complex". BioScience (بالإنجليزية). 20 (2): 98–100. DOI:10.2307/1294829. JSTOR:1294829.